# Karl XIII:s statsråd

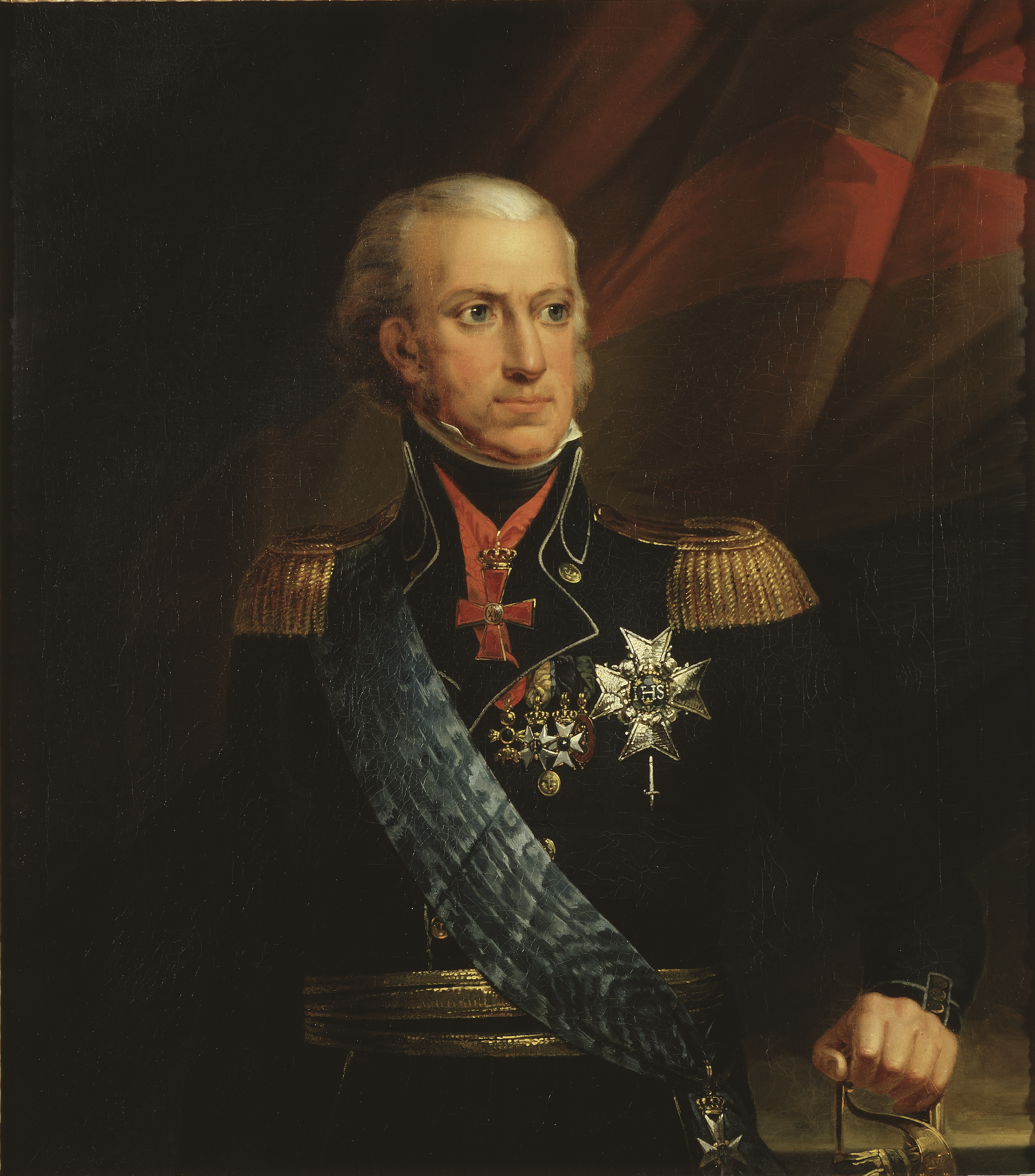
Karl XIII

Karl XIII:s statsråd var Sveriges regering under Karl XIII:s regeringstid, 6 juni 1809-5 februari 1818. 
Kungen var regeringschef, och regeringen tillträdde efter statskuppen 1809, vilken ledde till avsättning av Gustav IV Adolf och antagandet av 1809 års regeringsform. I och med detta var det gustavianska enväldet till ända, och en ny grundlag baserad på maktdelningsprincipen hade trätt i kraft. Utöver den nya regeringsformen innebar nyordningen också, bland annat, inrättandet av justitieombudsmannen och konstitutionsutskottet, samt en ny tryckfrihetsförordning, riksdagsordning, och successionsordning, vilka samtliga fastslogs som grundlagar.
Den nya regeringsformen ledde till att det av Gustav III inrättade Rikets allmänna ärendens beredning fick ändrade uppgifter, och i rollen som kungens råd ersattes det av det genom lag tydligare definierade Statsrådet (vilket också var titeln på dess enskilda ledamöter). I enlighet med regeringsformen bestod statsrådet av nio, av kungen utsedda, ledamöter: en justitiestatsminister, en utrikesstatsminister, sex statsråd (motsvarande senare års konsultativa statsråd), samt hovkanslern. Dessutom skulle de fyra statssekreterarna delta och föra sina egna ärenden - de saknade dock beslutanderätt.
Justitiestatsminister
- Carl Axel Wachtmeister (1809-1810)
- Fredrik Gyllenborg (1810-1829)

Utrikesstatsminister
- Lars von Engeström (1809-1824)

Statsråd
- Gudmund Jöran Adlerbeth (1809-1815)
- Adolf Göran Mörner (1815-1838)

- Georg Adlersparre (1809-1810)
- Carl Johan Adlercreutz (1810-1815)
- Anders Fredrik Skjöldebrand (1815-1828)

- Hans Henric von Essen (1809-1810)
- Fabian Wrede (1810-1812)
- Carl Lagerbring (1812-1822)

- Gustaf Lagerbielke (1809-1810)
- Claes Adolph Fleming (1810-1824)

- Baltzar von Platen (1809-1812)
- Johan af Puke (1812-1815)
- Olof Rudolf Cederström (1815-1828)

- Mathias Rosenblad (1809-1829)

Hovkansler
- Gustaf Lagerbielke (1809)
- Gustaf af Wetterstedt (1809-1824)

Statssekreterare
För Ecklesiastikexpeditionen
- Nils von Rosenstein (1809-1822)

För Handels- och finansexpeditionen
- Hans Järta (1809-1811)
- Gustaf Fredrik Wirsén (1811-1812)
- Adolf Göran Mörner (1812-1815)
- Hans Järta (1815-1816)
- Johan Julius Fredenstam (1816-1817)
- Carl Peter af Klintberg (1817-1821)

För Kammarexpeditionen
- Gustaf Wathier Hamilton (1809)
- Johan Abraham Börtzell (1809-1817)
- Casper Wilhelm Michael Ehrenborgh (1817-1820)

För Krigsexpeditionen
- Henrik Wilhelm Iserhielm (1809-1810)
- Fredrik Wilhelm Carpelan (1810-1812)
- Gustaf Fredrik Wirsén (1812-1818)